# Chufut-Kale
Chufut-Kale (Pronuncia in tataro crimeano [tʃuˈfut qaˈle]; in russo e ucraino: Чуфут-Кале - Chufut-Kale; tataro crimeano Çufut Qale; lingua caraima: Къале - Qale) è una città-fortezza medievale nelle montagne della Crimea che ora è in rovina. È un monumento nazionale della cultura dei Caraiti della Crimea a soli 3 km a est di Bachčysaraj.
Il suo nome proviene dal tataro della Crimea e dal turco e significa "fortezza ebraica" (çufut / çıfıt - ebreo, kale - fortezza), mentre i caraiti della Crimea si riferiscono semplicemente come "fortezza" considerando il posto come centro storico per la comunità caraita della Crimea. Nel medioevo la fortezza era conosciuta come Qırq Yer (Posto fortificato) e come caraita cui parte la maggior parte dei suoi abitanti appartengono, Sela' ha-Yehudim (Rocce degli ebrei).

## Versioni dei nomi
- Чуфут-Кале (dal russo: Chufut Kale) menzionato nella letteratura scientifica sovietica,[3] così come nelle opere di autori caraiti nella lingua russa della seconda metà del XIX secolo all'epoca post-sovietica,[4] includendo la pubblicazione di Seraya Shapshal;[5]
- Juft Qale [Джуфт Кале] utilizzato dai moderni leader caraiti di Crimea, sostenendo che questo è il nome originale della città (in traduzione dal turco - Doppia fortezza), che nel tempo si è evoluto in "un nome sbagliato ma più facilmente pronunciato: Chufut-Kale [Чуфут Кале] o Chuft-Kale [Чуфт Кале]";[6]
- Qırq Yer, Qırq Or, Kyrk-Or, Gevher Kermen Çufut-Qale, Çıfut-Qalesi[7] i nomi che i tatari della Crimea davano durante il Khanato di Crimea;
- Kale (Lingua caraima: קלעה(HE) , къале, kale - fortress);[8][9]
- Sela Yuhudim (ebraico סלע יהודים - «Roccia degli ebrei" (nella lingua caraita) venne utilizzato nella letteratura dei caraiti di Crimea fino alla seconda metà del XIX secolo;[2][10][11]
- Sela ha-Karaim (Hebrew: סלע הקראים(HE)  - "Roccia dei caraiti ") usato dai caraiti della Crimea nella seconda metà del XIX secolo;[12]

## Storia
I ricercatori non sono unanimi per quanto riguarda l'aspetto della città. La città era probabilmente un insediamento fortificato nel V o VI secolo sulla periferia dell'Impero bizantino. Altri ritengono che l'insediamento fortificato sia apparso nei secoli XI-XI. Durante il primo periodo della storia della città, venne abitata principalmente dagli Alani, la più potente delle tribù sarmate di origine iraniana. Iniziano a penetrare la Crimea dal II secolo d.C. Allontanandosi nella Crimea montuosa, gli Alani adottarono il Cristianesimo. Nelle fonti scritte la caverna è menzionata nel XIII secolo sotto il nome di Kyrk-Or (Quaranta Fortificazioni). Questo nome è durato fino alla metà del XVII secolo. Nel 1299 l'orda tatara di Emir Nogai conquistò la penisola di Crimea. Kyrk-Or era tra le città saccheggiate. Dopo aver devastato la città, i tatari distrussero la loro guarnigione. Alla fine del XV secolo, i tatari stabilirono degli artigiani caraiti davanti alla linea orientale delle fortificazioni e costruirono una seconda parete difensiva per proteggere il loro insediamento e quindi apparve una nuova parte della città.
Nel XV secolo il primo Khan di Crimea, Hadji-Girei, realizzando i servizi della fortezza, trasformò la vecchia sezione della città nella sua residenza fortificata. Dopo la sconfitta dell'orda d'oro, il Khanato di Crimea è diventato notevolmente più forte. Il significato di Kyrk-Or come roccaforte è diminuito e il Khan di Crimea, Menglis-Girei, ha trasferito la sua capitale a Bachčysaraj. Il centro storico rimase una cittadella di Bachčysaraj e un luogo di incarcerazione per i prigionieri aristocratici. A metà del XVII secolo i tatari hanno lasciato Kyrk-Or. Solo caraiti e diverse famiglie Krymchak rimasero a vivere lì a causa delle restrizioni anti-ebraiche sui soggiorni in altre città del Khanato di Crimea. I tatari consideravano i Caraiti come ebrei, perciò la città acquisì gradualmente il nome di Chufut-Kale, che in turco significava "fortezza ebraica" con un significato negativo e sprezzante.
Dopo la conquista della Crimea e la sua inclusione nell'impero russo, gli abitanti della fortezza sono stati autorizzati a vivere ovunque in Crimea. Da quel momento in poi Chufut-Kale venne abbandonata. Alla metà del XIX secolo la città cessò di esistere.

## Le leggende
Ci sono molte leggende riguardanti il luogo. Secondo una, è stato chiamato "Qırq Yer" perché i khan Meñli Giray o Tokhtamysh, i fondatori della città, hanno portato con sé quaranta famiglie Caraite e in onore lo chiamarono "Luogo dei quaranta".
Un'altra leggenda, promossa dai Caraiti per mostrare l'antichità della loro setta, dice che i Caraiti furono portati dalla Persia nel momento del primo esilio. I primi coloni della città esercitavano una grande influenza sui loro vicini, i Cazari. L'ḥakam Abraam Firkovič, che era molto abile nella falsificazione degli epitaffi e dei manoscritti, fece finta di aver scoperto il cimitero delle tombe di Chufut-Kale datato nell'anno 6 dell'era comune e di aver scoperto la tomba di Sangari, che è ancora mostrata dai Caraiti. Secondo Harkavy, tuttavia, nessun epitaffio prima del 1203 può essere visto al cimitero di Chufut-Kale, chiamato "Vale di Giosafat"; e le tombe non appartengono ai Caraiti, ma ai vecchi coloni rabbiniti chiamati Krymchak. Chufut-Kale, però, esisteva fin dal settimo secolo. Abu al-Fida lo menziona sotto il nome di "Qırq Yer".

## Galleria d'immagini

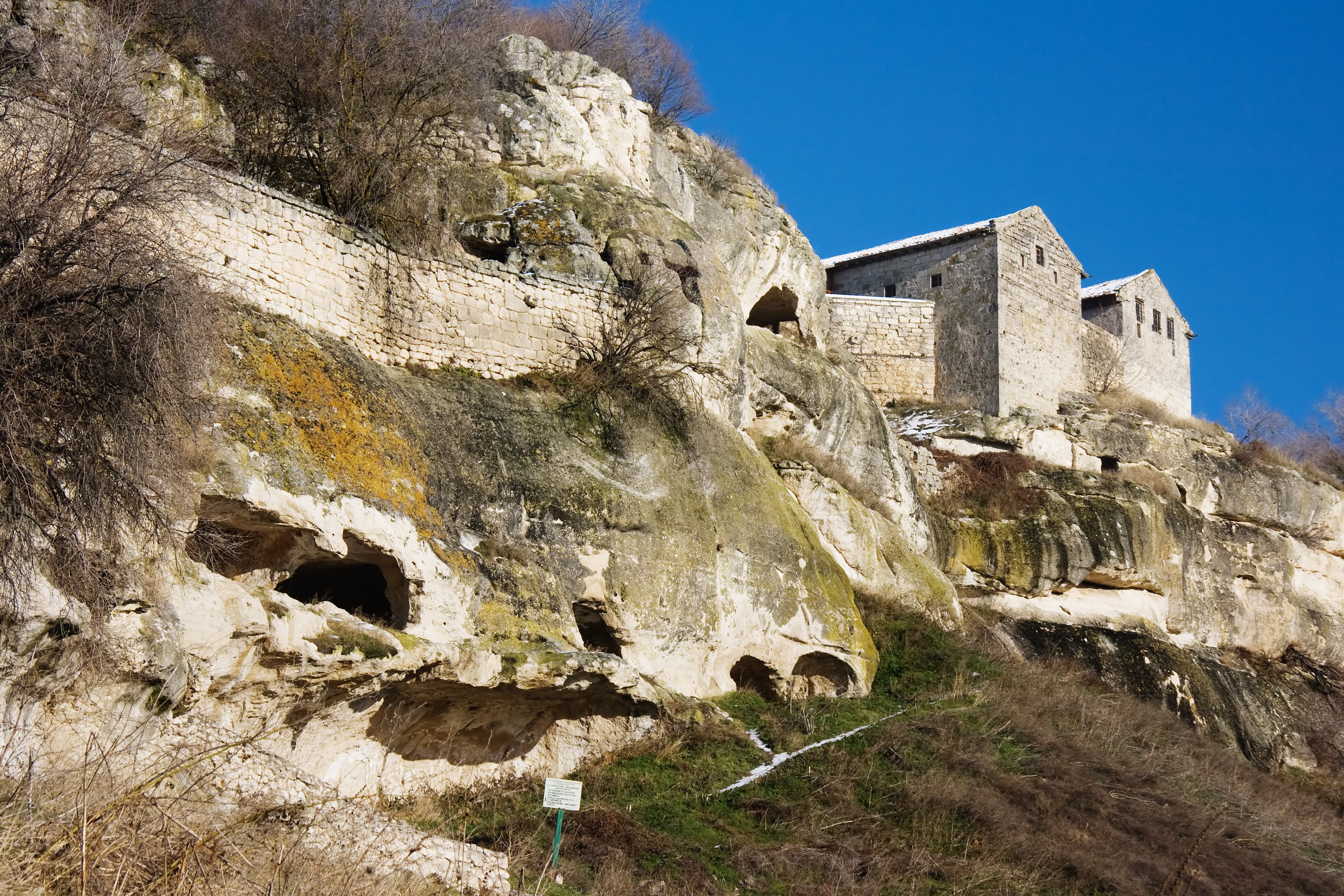
Vista ravvicinata della kenassa
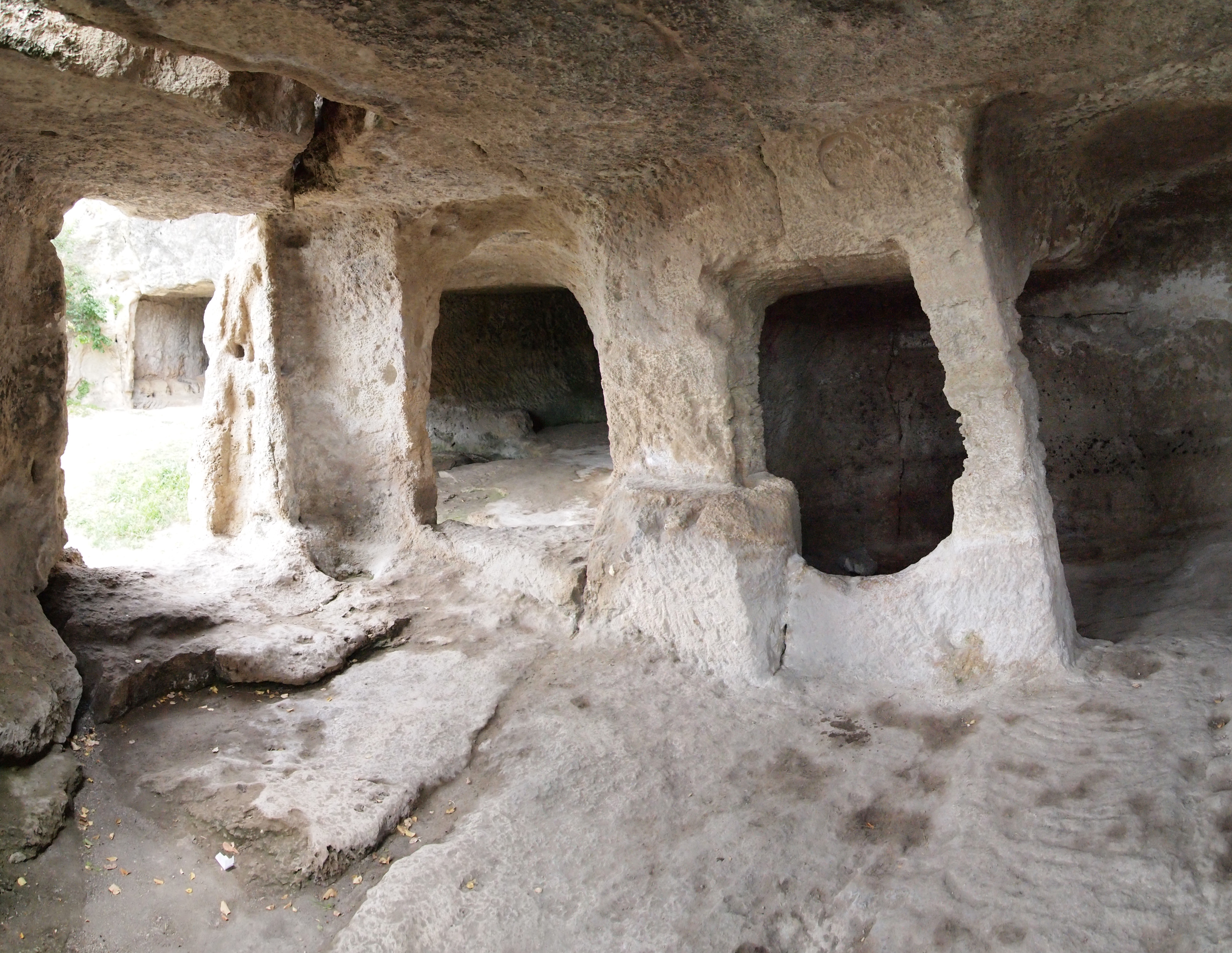
Dentro una grotta
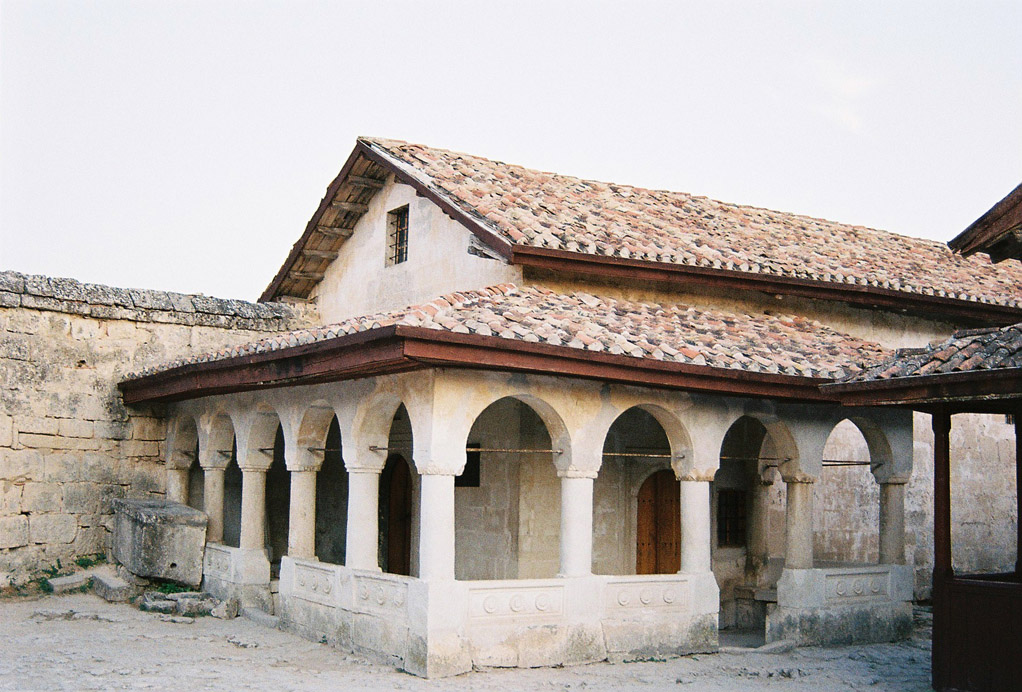
Uno degli edifici
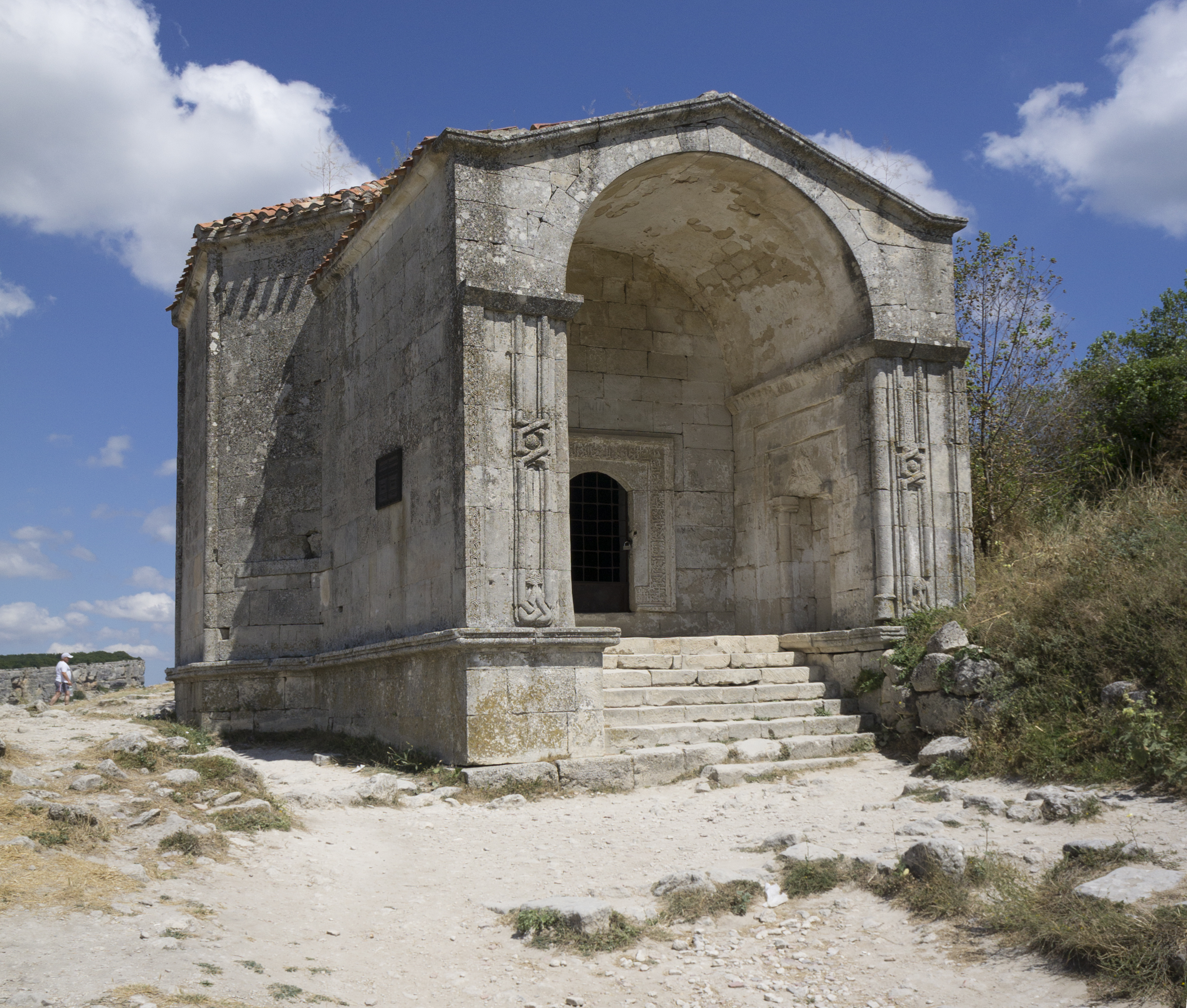
Mausoleo di Dzhanike-Khanym, marito di Tokhtamysh
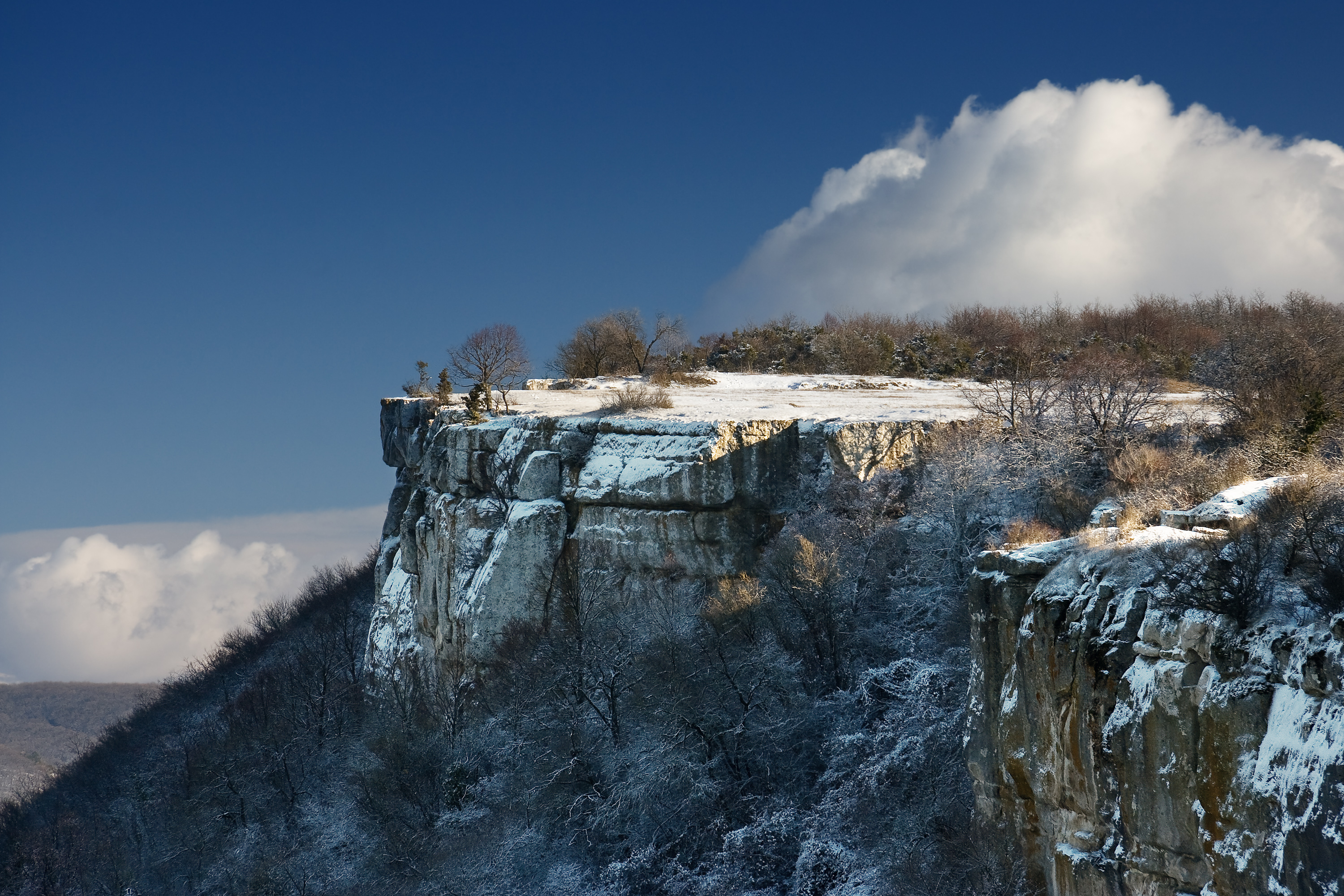
Panorama
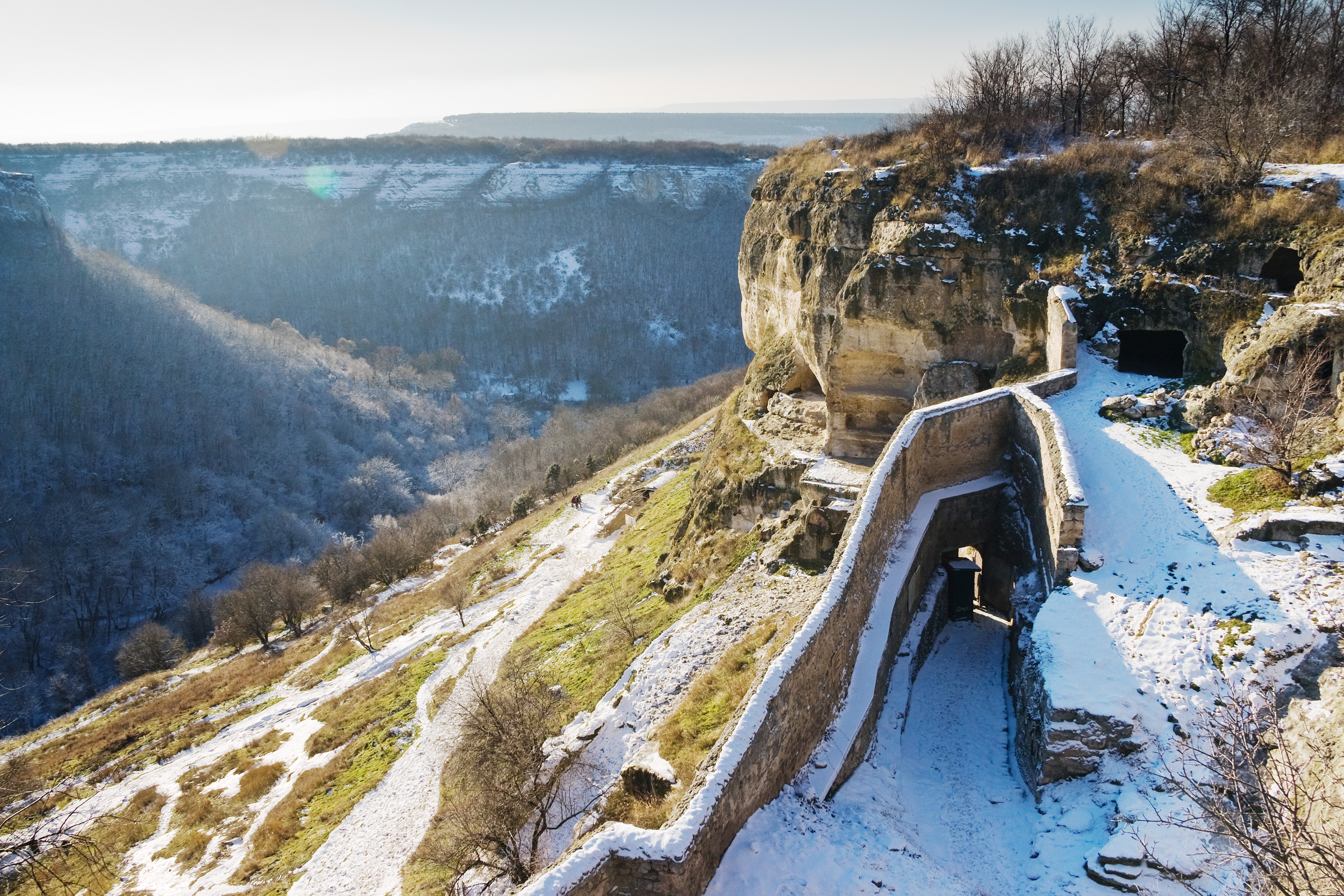
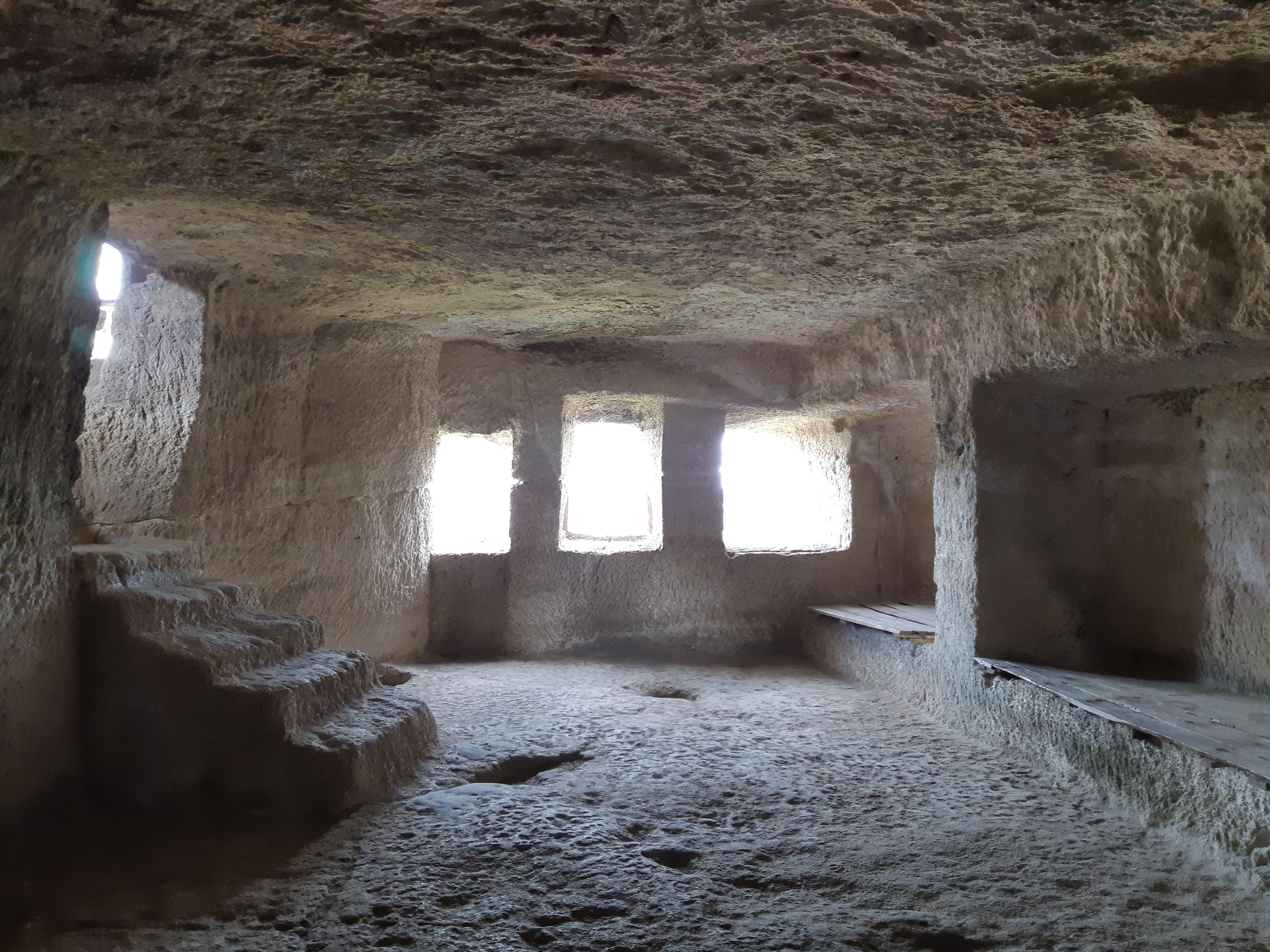
Grande stanza della grotta
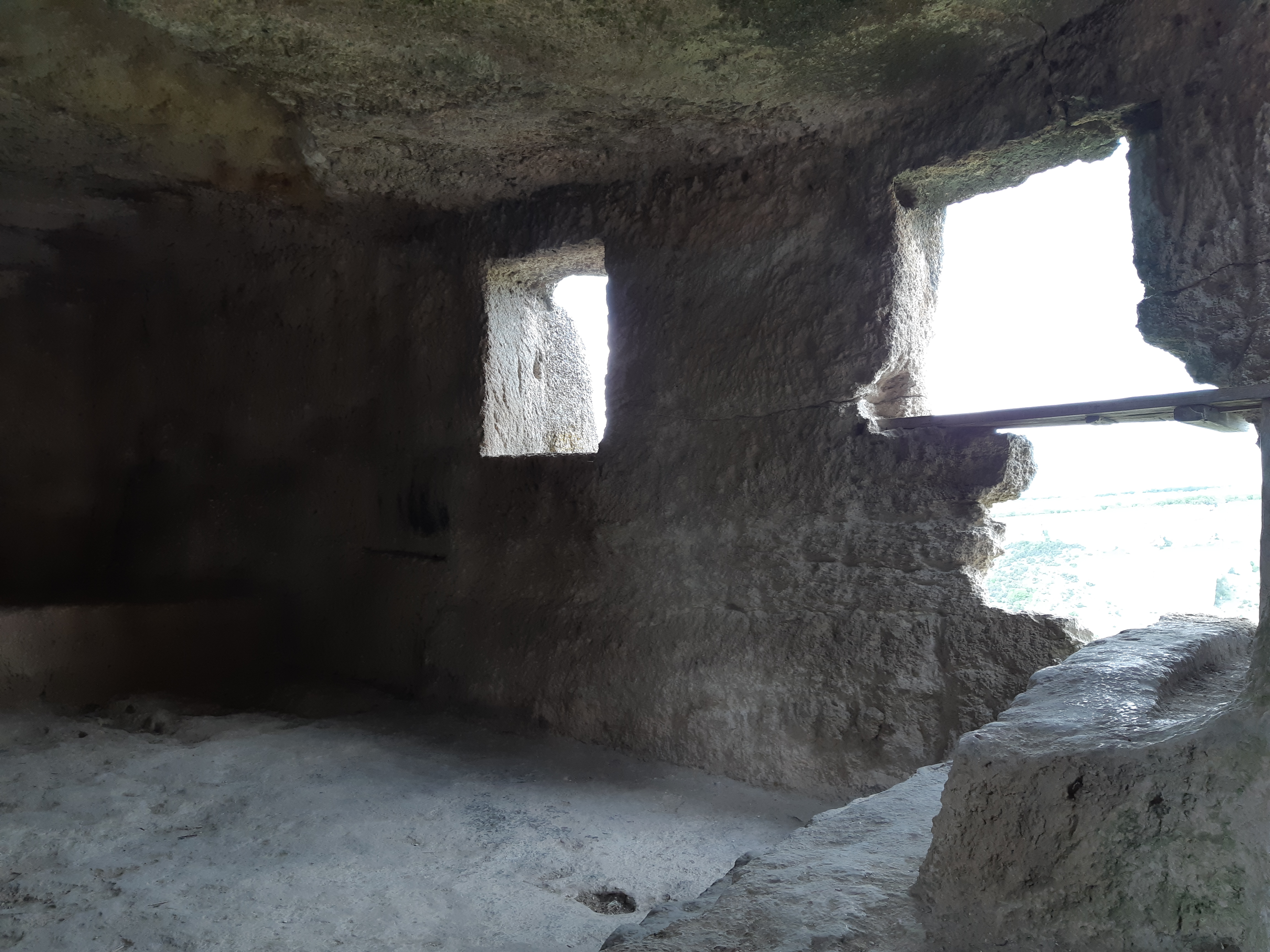
Vista di questo dalle stanze della grotta.
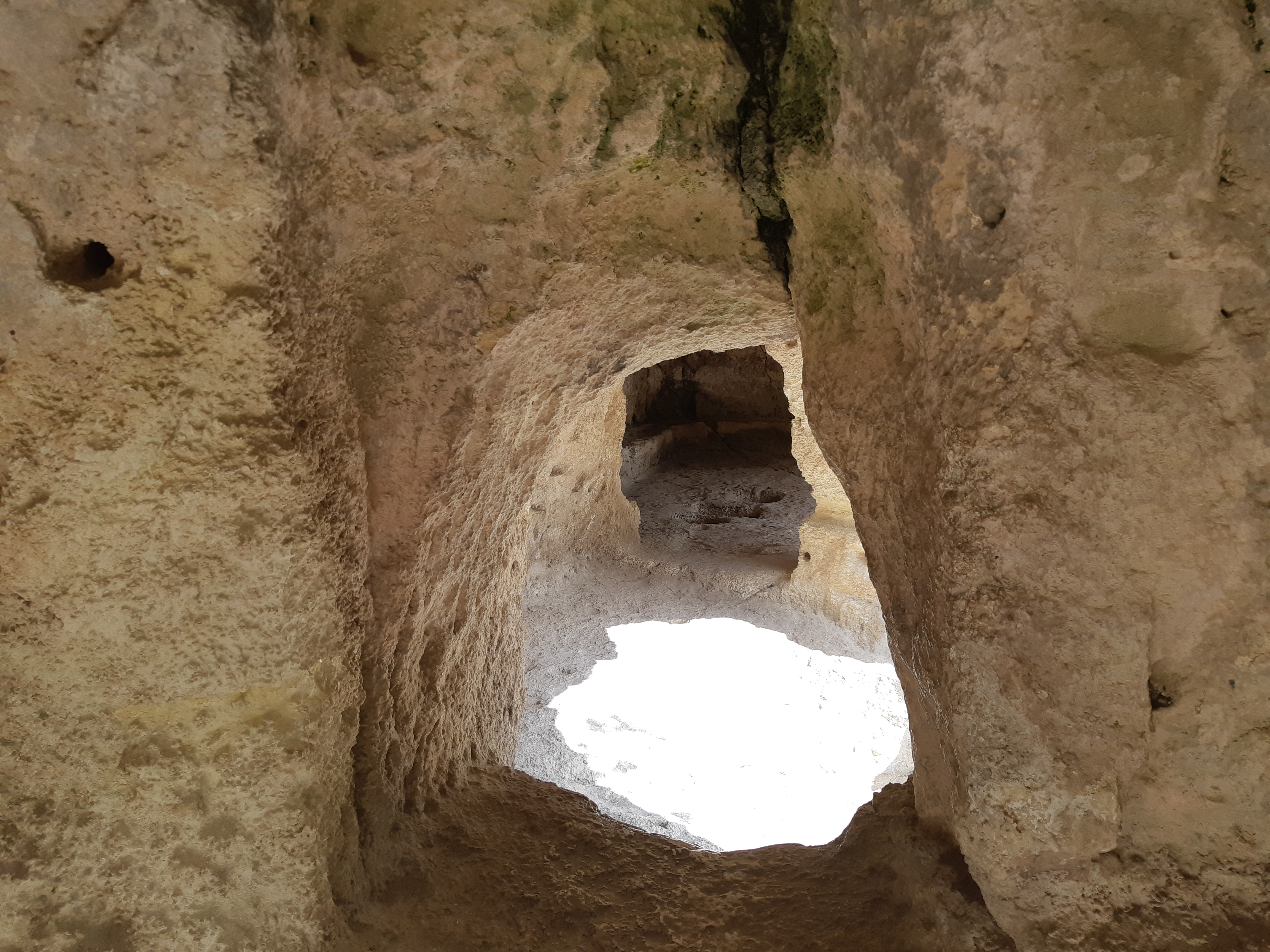
Passaggi stretti tra le stanze.
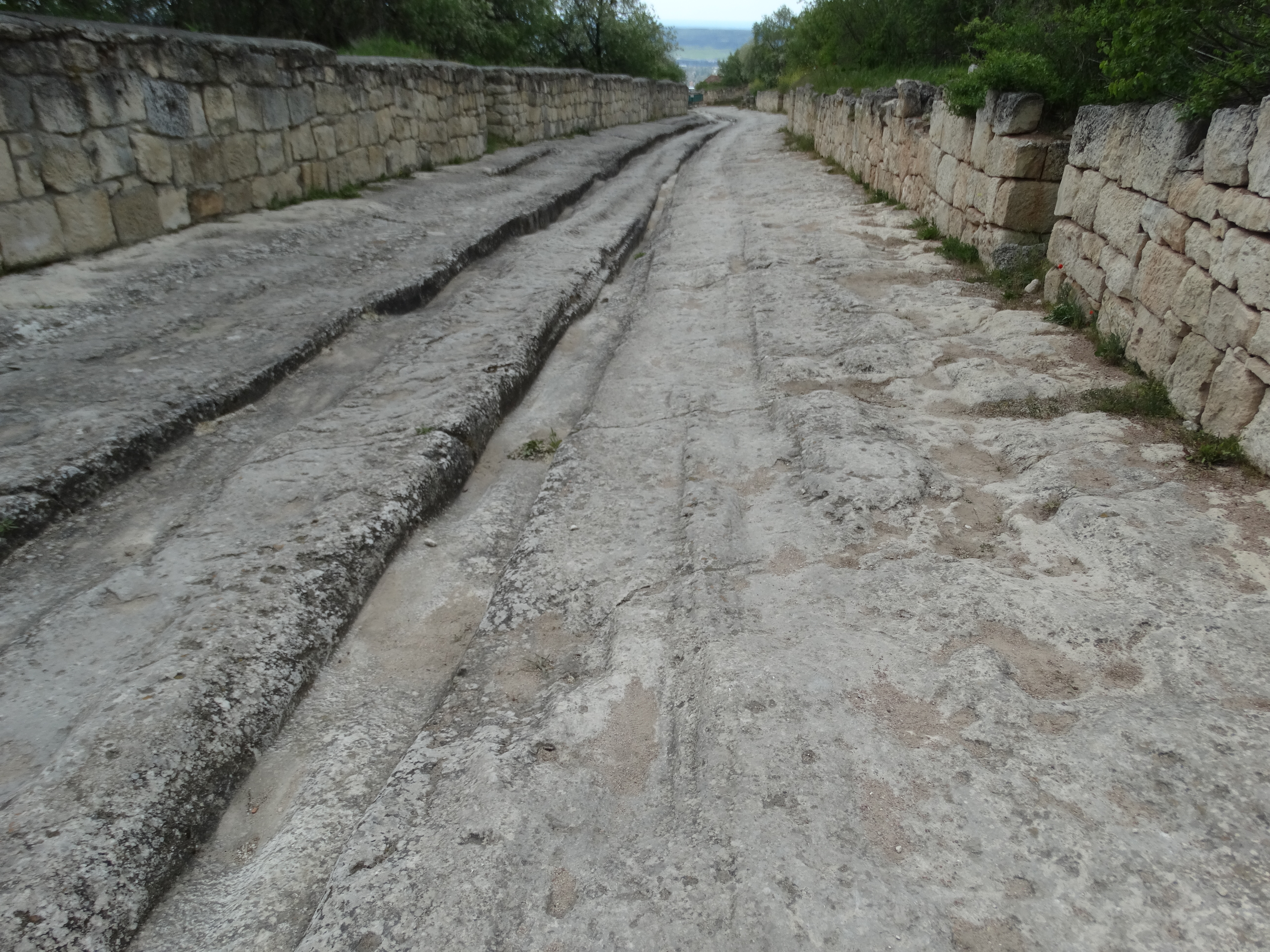
Strade percorse da migliaia di anni
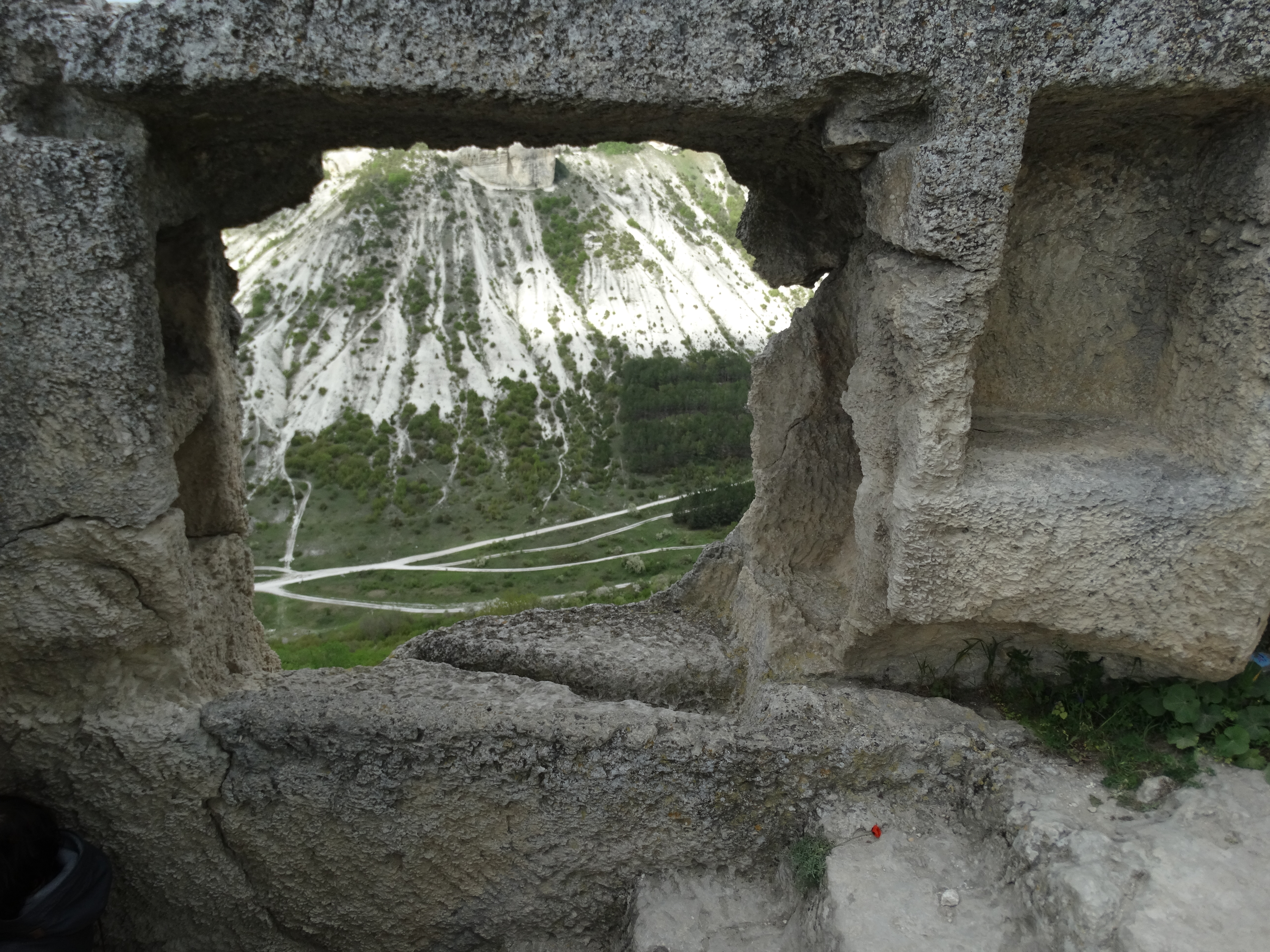
Vista desde la ventana de la cueva al valle.
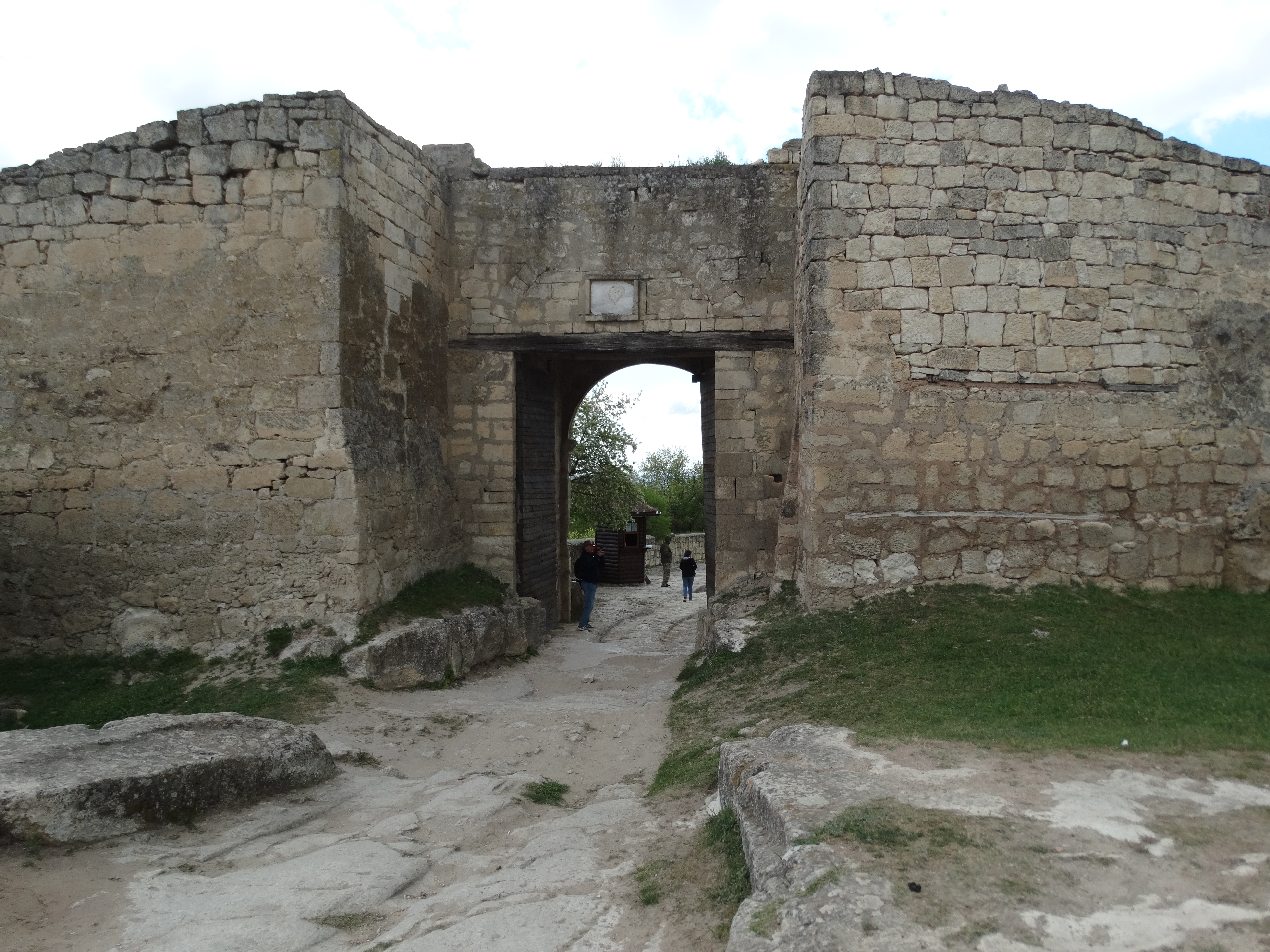
Vista dalla finestra della grotta sulla valle.
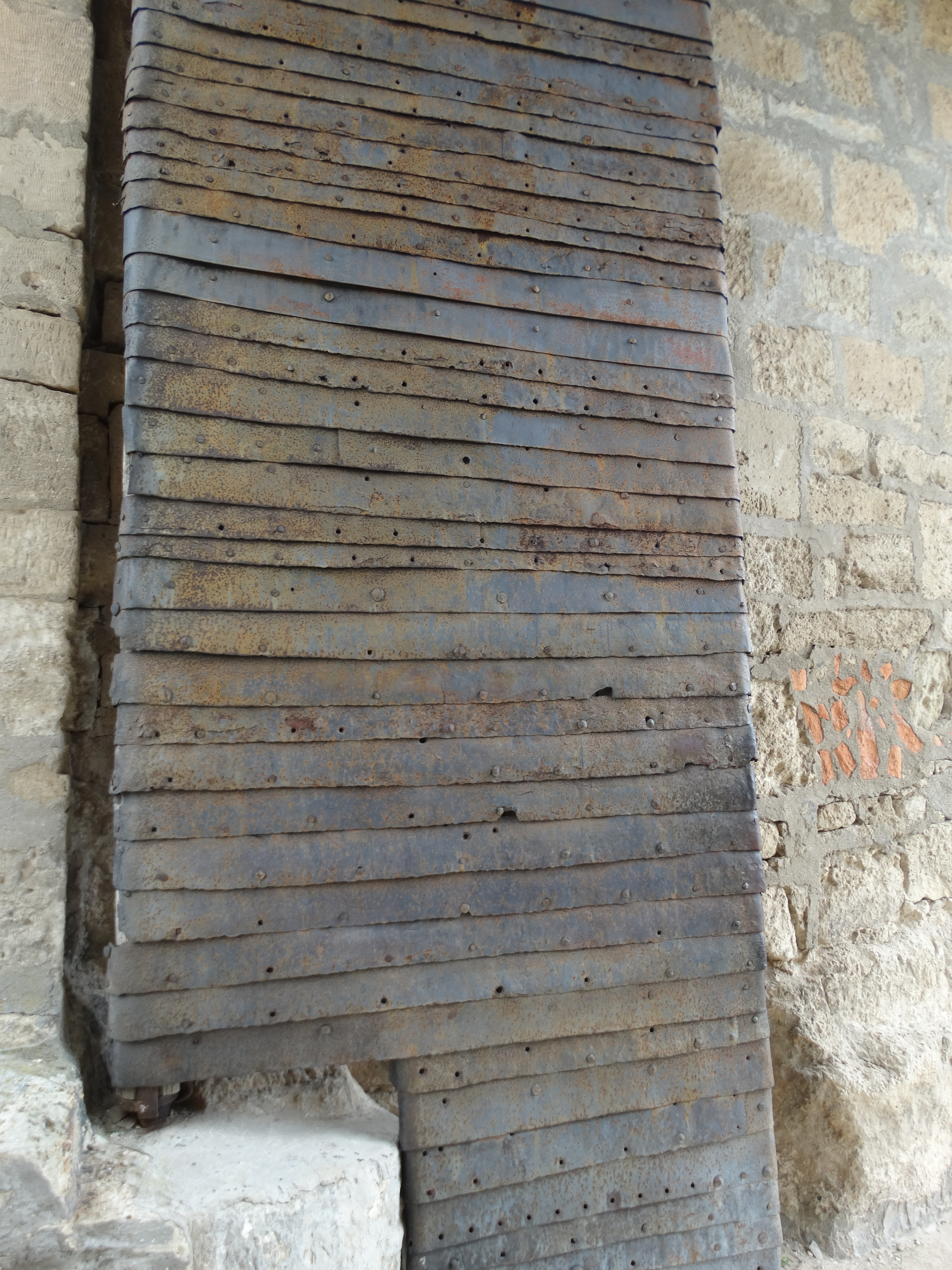
Questa copertura metallica della porta ha diverse centinaia di anni.

## Nella fiction
"Chufutkale" è menzionato (e anche traslitterato come "Chew-Foot-Calais") nel capolavoro del 1968 di Vladimir Nabokov, "Ada" a pagina 338. Il romanzo usa il sito per la morte di un personaggio minore, Percy de Prey durante un'immaginaria seconda guerra di Crimea nel 1888.